# Jennifer Spence
Jennifer Spence, född 22 januari 1977 i Toronto, är en kanadensisk skådespelare.
Spence har bland annat medverkat i TV-serierna Continuum (2012-2014), Travelers (2016-2018) och Lucky Hank från 2023.

## Filmografi (i urval)
- 2012–2014 – Continuum (TV-serie)
- 2016–2018 – Travelers (TV-serie)
- 2023 – Lucky Hank (TV-serie)